# Villavendimio
Villavendimio es un municipio y localidad española de la provincia de Zamora, en la comunidad autónoma de Castilla y León.

## Ubicación
El municipio se encuentra situado en la zona este de la provincia de Zamora, a unos 42 km de Zamora por la A-11 y 6 km por la C-519 de Toro. Su término es llano, situado a una altitud media de 727 m s. n. m., cuenta con una superficie de 15,51 km² y en 2024 cuenta con un padrón municipal formado por 156 habitantes (INE), lo que indica una densidad de población 10,06 hab./km².

## Historia
La existencia de esta localidad se atestigua ya en la Baja Edad Media, siendo una de las localidades representadas por la ciudad de Toro en Cortes, así como una de las que integró en la Edad Moderna la provincia de Toro, dependiendo desde la Edad Media del arciprestazgo toresano.
En el siglo XVI se menciona la existencia de un hospital de peregrinos del que no se conserva ningún vestigio. Contó con dos templos, el actual de San Miguel y otro dedicado a San Andrés, desaparecido a inicios del siglo XIX, entre las turbulencias provocadas por la “francesada”, durante los años de la Guerra de la Independencia. En 1823 se fundó una escuela en una panera cedida por dos piadosos vecinos con la condición de que se rezase por ellos un Padre Nuestro y un Ave María, dos veces al día, perpetuamente. También en el siglo XIX hubo algunas iniciativas industriales que no cuajaron como una fábrica de mantas y alforjas. Ya en el siglo XX se abrieron molinos, carpinterías, fraguas, lagares, etc. que desaparecieron en los años cincuenta por los cambios sociales y económicos en el medio rural tradicional.
Con la creación de las actuales provincias en la división provincial de 1833, Villavendimio quedó encuadrado en la provincia de Zamora, dentro de la Región Leonesa, la cual, como todas las regiones españolas de la época, carecía de competencias administrativas. Tras la constitución de 1978, este municipio pasó a formar parte en 1983 de la comunidad autónoma de Castilla y León, en tanto que pertenecían a la provincia de Zamora.

## Geografía humana

### Demografía
Cuenta con una población de 156 habitantes (INE 2024).
| Gráfica de evolución demográfica de Villavendimio entre 1842 y 2021                                                   |
| |
| Población de derecho según los censos de población del INE. Población de hecho según los censos de población del INE. |

## Patrimonio
- Iglesia de San Miguel Arcángel, erigida en el siglo XVIII, de cuyo exterior destaca su inacabada torre campanario. En el interior alberga un retablo mayor barroco con cinco notables tallas de la escuela toresana y una interesante sillería renacentista en el coro, del siglo XVI, procedente del Monasterio de la Santa Espina y el órgano.
- Ermita del Cristo de la Veracruz, fechada a finales del siglo XVII.

## Fiestas
Sus fiestas patronales son el 29 de septiembre, San Miguel. También celebran en la primera semana de agosto un festival techno llamado "Villatechnillo" el mayor festival de la provincia de Zamora.